# Lahrer FV 03
Maillots
Dernière mise à jour : 21 mars 2011.
Le Lahrer FV 03 était un club allemand de football localisé à Lahr dans le Südbaden.
Au niveau des équipes de jeunes, le club a conclu une Spielgemeinschaft (association sportive) avec son voisin du SpVgg Lahr 1926 pour former la SG Lahr.
Créé, comme son nom l’indique, en 1926, le SpVgg Lahr 1926 fut un club travailliste. Après l’arrivée au pouvoir des Nazis en 1933, il fut contraint d’arrêter ses activités. Celles-ci ne reprirent qu’en 1946 avec la création du Sportfeunde Lahr. En 1950, les clubs reprirent leur indépendance. 

## Histoire (football)
Le club fut fondé en 1903 sous l’appellation de 1. FC Lahr. En 1911, il fusionna avec le Alemannia Lahr pour former Lahrer FV.
Lors de la saison 1939-1940, le club participa à la Gauliga Baden, une des seize ligues créées sur ordre des Nazis dès leur arrivée au pouvoir en 1933.
En 1945, le club fut dissous par les Alliés, comme tous les clubs et associations allemands (voir Directive n°23). Il fut rapidement reconstitué sous la dénomination Sportfreunde Lahr. Outre le Lahrer FV, le Spvgg Lahr 1926 et le FV Dinglingen participèrent à cette association qui évolua jusqu’en 1950. À ce moment, club reprit individuellement.
Sous le nom  de Sportfreunde Lahr, le club accéda à l’Oberliga Südwest 1949-1950. À la fin de cette saison, les clubs situés dans le Südbaden furent reversés dans les compétitions de la Süddeutscher Fußball-Verband (SFV), donc sous l’Oberliga Süd.
Redevenu Lahrer FV 03, en 1950, le cercle joua dans la 1. Amateurliga Südbaden. En 1972, il en fut champion. Cela lui donna accès au Championnat d’Allemagne Amateur, où il atteignit les quarts de finale (éliminé par FSV Frankurt, fut vainqueur).
Dans les années 1980, le club plongea dans les tréfonds des ligues inférieures. En 1989, il entama sa remontée avec la promotion vers la Kreisliga A, puis en 1991, il monta en Bezirksliga. Quatre plus tard, il accéda à la Landesliga.
En 1997, le Lahrer FV 03 fêta sa montée en Verbandesliga Südbaden, à cette époque située au 5e niveau de la hiérarchie du football allemand. Deux ans plus tard, le club redescendit en Landesliga Südbaden.
En 2010-2011, le Lahrer FV 03 évolue en Landesliga Südbaden, Groupe 1, soit au 7e niveau de la hiérarchie de la DFB.

## Fusion et disparition
Le 1er juillet 2015, le club fusione avec le Spvgg Lahr 1926 pour former le SC Lahr.

## Palmarès
- Champion de la Landesliga Südbaden: 1997.